# Асис (мезорегион)

Асис на карте.

Аси́с (порт. Mesorregião de Assis) — административно-статистический мезорегион в Бразилии, входит в штат Сан-Паулу. Население составляет 553 778 человек (на 2010 год). Площадь — 12 705,946 км². Плотность населения — 43,58 чел./км².

## Демография
Согласно сведениям, собранным в ходе переписи 2010 г. Национальным институтом географии и статистики (IBGE), население мезорегиона составляет:
| Полное население                            | Полное население                            | Полное население                            | Полное население                            | 553 778 |
| ------------------------------------------- | ------------------------------------------- | ------------------------------------------- | ------------------------------------------- | ------- |
| в том числе:                                | Городское население                         | 504 994                                     | Процент городского населения, %             | 91,19   |
|                                             | Сельское население                          | 48 784                                      | Процент сельского населения, %              | 8,81    |
|                                             | Мужское население                           | 272 917                                     | Процент мужского населения, %               | 49,28   |
|                                             | Женское население                           | 280 861                                     | Процент женского населения, %               | 50,72   |
| Плотность населения, чел/км²                | Плотность населения, чел/км²                | Плотность населения, чел/км²                | Плотность населения, чел/км²                | 43,58   |
| Население мезорегиона в % к населению штата | Население мезорегиона в % к населению штата | Население мезорегиона в % к населению штата | Население мезорегиона в % к населению штата | 1,34    |

## Статистика
- Валовой внутренний продукт на 2003 составляет 5 503 229 612,00 реалов (данные: Бразильский институт географии и статистики).
- Валовой внутренний продукт на душу населения на 2003 составляет 10 156,83 реалов (данные: Бразильский институт географии и статистики).
- Индекс развития человеческого потенциала на 2000 составляет 0,794 (данные: Программа развития ООН).

## Состав мезорегиона
В мезорегион входят следующие микрорегионы:
1. Асис
2. Ориньюс